# Escala de Bortle

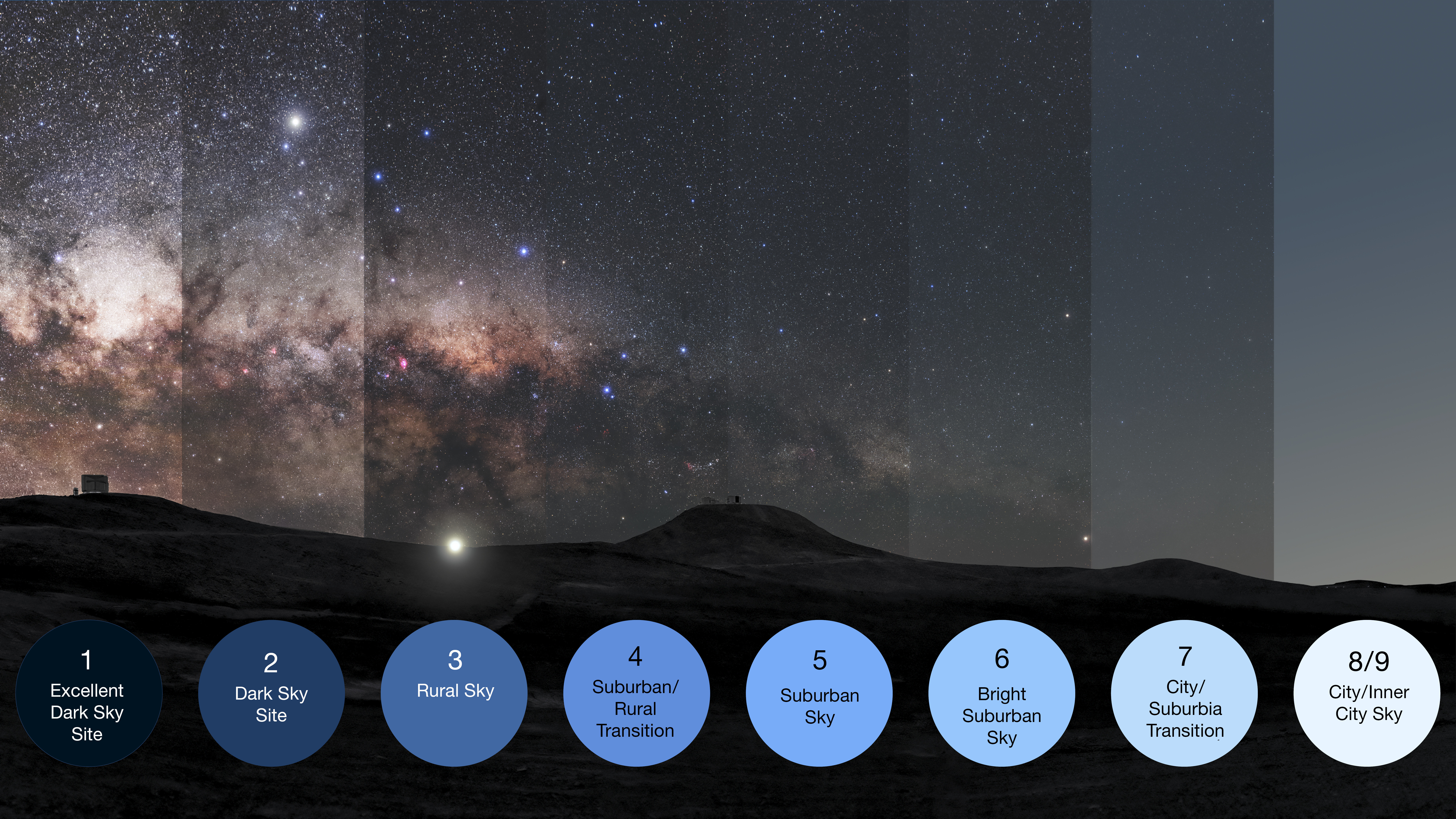
Representação da escala de Bortle

A Escala de Bortle é uma escala numérica de nove níveis que mede o brilho do céu noturno de uma localidade em particular. Ela quantifica a observabilidade  astronômica de um corpo celeste e a interferência causada pela poluição luminosa. John E. Bortle criou a escala e publicou seu estudo na edição de fevereiro de 2001 da revista Sky & Telescope para ajudar  astrônomos amadores a avaliar e comparar a escuridão de um local de observação. A faixa da escala vai da Classe 1, os céus mais escuros disponíveis na Terra, até a Classe 9, céus de grandes cidades. A escala fornece diversos critérios para cada nível, chamada em inglês Naked-Eye Limiting Magnitude (NELM) ou seja a mais fraca magnitude aparente observável a olho nu. A precisão e utilidade da escala foram questionados em uma pesquisa recente.
A tabela abaixo sumariza as descrições das classes de Bortle.
| Classe | Título                                | NELM    | M²s aprox. mag/ arcsec2 | Descrição |
| ------ | ------------------------------------- | ------- | ----------------------- | --- |
| 1      | Local com excelente céu escuro        | 7.6–8.0 | 21.7-22.0               | - a luz zodiacal é visível e colorida - a gegenschein é visível - o anel zodiacal é visível - a airglow é facilmente visível - as constelações de Escorpião e Sagittarius na Via Láctea lança sombras distintas - muitos objetos do Catálogo Messier e do aglomerado globular são vistos a olho nu - O objeto M33 é visto a olho nu - a magnitude limitante com um telescópio refletor de 12.5" é 17.5 |
| 2      | Local com típica escuridão verdadeira | 7.1–7.5 | 21.5-21.7               | - a luz zodiacal é distintamente amarela e brilhante o suficiente para projetar sombras ao anoitecer e amanhecer - o airglow pode ser visto fracamente próximo ao horizonte - nuvens são vistas apenas como buracos negros contra o céu - os arredores são visíveis escassamente como silhuetas contra o céu - no verão (hemisfério norte) / inverno (hemisfério sul), a Via Láctea é altamente estruturada - muitos objetos Messier e aglomerados globulares são visíveis a olho nu - o objeto M33 é facilmente visto a olho nu - a magnitude limitante com um telescópio refletor de 12.5" é 16.5 |
| 3      | Céu rural                             | 6.6–7.0 | 21.3-21.5               | - a luz zodiacal é marcante na primavera e outono, e a cor ainda é visível - alguma poluição luminosa evidente no horizonte - as nuvens são iluminadas próximo ao horizonte, mas ainda escuras no zênite - os arredores próximos são vagamente visíveis - no verão (hemisfério norte) / inverno (hemisfério sul), a Via Láctea ainda aparece complexa - os objetos M15, M4, M5 e M22 são visíveis a olho nu - o objeto M33 é facilmente visível usando a visão periférica - a magnitude limitante com um telescópio refletor de 12.5" é 16                                                          |
| 4      | Transição rural/suburbana             | 6.1–6.5 | 20.4-21.3               | - a luz zodiacal é ainda visível mas não se estende até o zênite ao anoitecer e ao amanhecer - o domo da poluição luminosa é visível em diversas direções - as nuvens são iluminadas na direção das fontes de luz, mas ainda escuras no zênite - os arredores são claramente visíveis, mesmo à distância - a Via Láctea bem acima do horizonte ainda é impressionante mas faltam detalhes - o objeto M33 é dificilmente visto com visão periférica, apenas visível quando está alto no céu - a magnitude limitante com um telescópio refletor de 12.5" é 15.5                                       |
| 5      | Céu suburbano                         | 5.6–6.0 | 19.1-20.4               | - apenas sinais da luz zodiacal são vistas nas melhores noites no outono e primavera - a poluição luminosa é visível, se não em todas, quase em todas as direções - as nuvens são visivelmente mais brilhantes do que o céu - a Via Láctea é bem fraca ou invisível próximo ao horizonte e de aparência desbotada - a magnitude limitante com um telescópio refletor de 12.5" é 15 |
| 6      | Céu suburbano brilhante               | 5.1-5.5 | 18.0-19.1               | - a luz zodiacal é invisível - a poluição luminosa faz com que o céu dentro de 35° do horizonte brilhe branco acinzentado - as nuvens em qualquer lugar no céu parecem bastante brilhantes - os arredores são facilmente visíveis - a Via Láctea é somente visível próximo ao zênite - o objeto M33 não é visível, e o M31 e modestamente aparente - a magnitude limitante com um telescópio refletor de 12.5" é 14.5 |
| 7      | Transição suburbana/urbana            | 4.6–5.0 | 18.0-19.1               | - a poluição luminosa faz com que todo o céu seja cinza claro - fontes de luz são evidentes em todas as direções - as nuvens são iluminadas - a Via Láctea é quase ou totalmente invisível - os objetos M31 e M44 podem ser vislumbrados, mas sem detalhes - através de um telescópio, os objetos Messier mais brilhantes são pálidos espectros de suas verdadeiras aparências - a magnitude limitante com um telescópio refletor de 12.5" é 14 |
| 8      | Céu de cidade                         | 4.1–4.5 | <18.0                   | - o céu é cinza claro ou laranja - estrelas formando padrões de constelações familiar são fracamente visíveis ou invisíveis - objetos M31 e M44 são fracamente vislumbrados por um observador experiente em boas noites - mesmo com um telescópio, apenas objetos Messier mais brilhantes podem ser detectados - a magnitude limitante com um telescópio refletor de 12.5" é 13 |
| 9      | Céu de centro da cidade               | 4.0     | <18.0                   | - o céu é brilhantemente iluminado - muitas estrelas formando constelações são invisíveis e muitas constelações mais fracas são invisíveis - além de Plêiades (Messier 45), nenhum outro objeto Messier é visível a olho nu - os únicos objetos observáveis são a Lua, alguns planetas e poucos aglomerados estelares mais brilhantes |

## Galeria

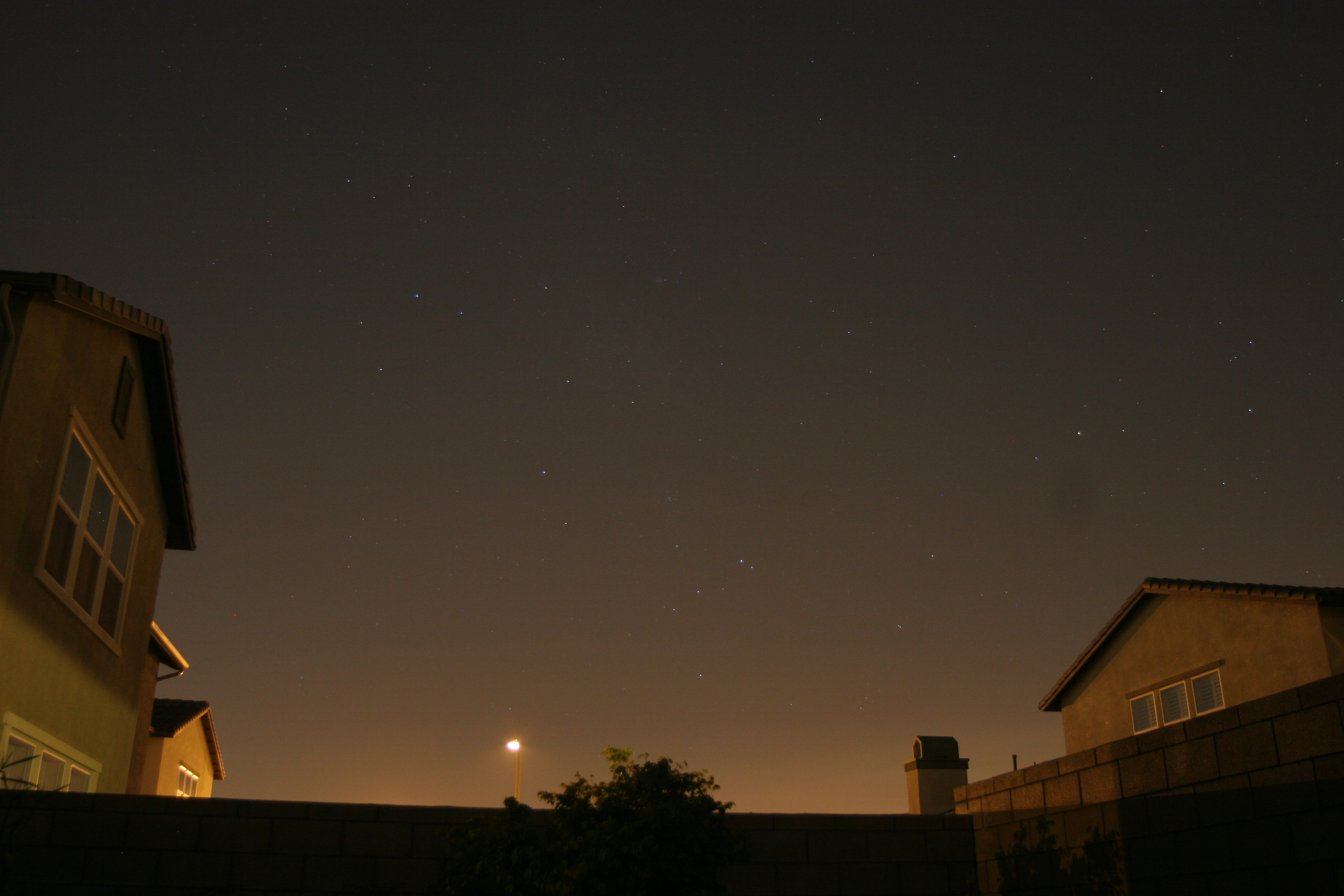
Nesta fotografia com velocidade do obturador de 10 segundos de exposição, em direção ao sul na constelação de Sagittarius, a poluição luminosa obscurece as estrelas e a Via Láctea é fracamente visível no céu noturno na área urbana do Sul da Califórnia.